# Sinuhe (Rapper)
Sinuhe (* 1976 in Wuppertal) ist ein deutscher Rapper griechischer Herkunft.

## Biografie
Sinuhe begann schon während seiner Schulzeit, inspiriert von US-Rappern, erste Raptexte zu schreiben. Kurz darauf traf er auf Riz und DJ Toni Rocksta. Gemeinsam gründeten die drei die Rapgruppe True Headz. Im Jahr 2000 veröffentlichte die Gruppe die Maxi-Single Ein Teil von mir/Status über das Label Wu Tal Records. Diese wurde kurz darauf in der Hip-Hop-Fachzeitschrift Juice zur "Maxi des Monats gekürt". Nach diesem Erfolg trennte sich True Headz von Wu-Tal Records. So wurde die ein Jahr darauf erschienene Maxi "Ewigkeiten" über das Label Negabass veröffentlicht. Es folgten einige Features sowie deutschlandweite Konzerte (so trat die Band als Vorgruppe von Ferris MC, Kool Savas, Azad, Torch, Toni-L, Jeru The Damaja, Iam, Curse, der Firma, Bushido, Fler oder Brothers Keepers auf), ehe die Gruppe das Projekt vorerst beendete. Man entschied sich einvernehmlich, sich auf die Solokarriere von Sinuhe zu konzentrieren. So erschien im Jahr 2005 Sinuhes Mixtape "Sinuhe Mixtape" über das Label "Pose Off Records". Später folgten mehrere Mixtapes und Alben, ehe das seit Jahren angekündigte Album "Mescalin" am 14. Mai 2010 veröffentlicht wurde. Es folgten noch weitere Alben wie "Namenlos" mit 58-muzik label Dj s.R. und ein Best of bis 2013, das Album "Aussenseiter", ein Mixtape sowie das Kollabo Album mit Daez "Pech&Schwefel".

## Diskografie
- 2004: "Toxik Tape"
- 2005: Sinuhe Mixtape (Mixtape)
- 2007: Molotov (Mixtape)
- 2006: "Apocalypse"
- 2008: Keine Helden (mit Drum Kid)
- 2009: Hip Hop is wack (Mixtape)
- 2009: Hit Man (Mixtape)
- 2010: A.R.G.E. (Freedownloadalbum mit Inzoe)
- 2010: Mescalin
- 2011: Namenlos (Online-Album)
- 2012: Überzeugungstäter (Best-Of)
- 2013: "Aussenseiter "
- 2013:"Nur für die Promo"
- 2013: "Pech und Schwefel"

Mit True Headz
- 2000: Ein Teil von mir/Status (Maxi-Single)
- 2001: Ewigkeiten (Maxi)